# Chris Woodhead
Christopher Anthony Woodhead (ur. 20 października 1946 w Cockfosters, Londyn, zm. 23 czerwca 2015) – brytyjski pedagog.

## Życiorys
Ukończył studia na Uniwersytecie w Bristolu. W 1976 uzyskał tytuł Master of Arts na Keele University.
W 1976 zrezygnował z nauczania młodzieży po ujawnieniu jego rzekomego romansu z uczennicą, czemu zdecydowanie zaprzeczył. W następnych latach zdecydował się kształcić nauczycieli.
W latach 1994–2000 Główny Inspektor Szkół w Anglii. Uważany za jednego z najbardziej kontrowersyjnych postaci w dyskusjach o kierunku angielskiej edukacji. Propagował tradycyjne metody nauczania, jednocześnie z pogardą odnosił się do postępowych teorii edukacyjnych wprowadzanych do szkół od 1960. W 2004 założył spółkę Cognita wspierającą i prowadzącą prywatne szkoły, którą kierował do 2013.
Zmarł po długiej chorobie na stwardnienie zanikowe boczne.

## Książki
- 1984. Nineteenth and twentieth century verse: an anthology of sixteen poets. Oxford University Press. ISBN 978-0-19-831247-5
- 2002. Class War: the state of British education. Little, Brown. ISBN 978-0-316-85997-4
- 2009. A desolation of learning: is this the education our children deserve?. Harriman House. ISBN 978-0-9562573-0-7